# Rupert Murdoch
Pour les articles homonymes, voir Murdoch.
Rupert Murdoch, né le 11 mars 1931 à Melbourne, est un magnat des médias australo-américain, fondateur de News Corporation. Considéré comme l'un des entrepreneurs les plus influents au monde, il possède un empire médiatique diversifié et est une figure controversée pour son influence politique considérable. En 2025, sa fortune est estimée à 22,7 milliards de dollars selon Forbes.
Après la mort de son père en 1952, Murdoch reprend l'affaire familiale de presse. Il élargit rapidement son empire en Australie et en Nouvelle-Zélande durant les années 1950 et 1960, avant de s'étendre au Royaume-Uni en 1969 et aux États-Unis en 1974. News Corporation voit le jour en 1980.
Identifié comme eurosceptique et libertarien, il est souvent critiqué pour l'utilisation de ses médias comme plateformes de ses idées politiques. Sa mainmise médiatique est attribuée à plusieurs tournants politiques majeurs en Australie, au Royaume-Uni et aux États-Unis.

## Biographie

### Origines
Keith Rupert Murdoch est né le 11 mars 1931 à Cruden Farm, une ferme baptisée d'après Cruden Bay, un village de l'Aberdeenshire en Écosse dont sont originaires ses grands-parents, et située à 30 mi (env. 50 km) au sud de Melbourne.
Il est le fils de Keith Murdoch (1886-1952), un influent patron de presse, et de son épouse Elisabeth Joy Greene (1909-2012). D'origine écossaise et anglaise, ses parents se sont mariés en 1928 (elle a alors dix-neuf ans, et son époux a vingt-trois ans de plus qu'elle).
Murdoch a trois sœurs :
- Helen Murdoch, épouse Handbury (1929-2004)
- Anne Murdoch, épouse Kantor (1935-2022)
- Janet Murdoch, épouse Calvert-Jones (née en 1939)

### Famille
Murdoch a été marié cinq fois.
En 1956, il épouse Patricia Booker, une hôtesse de l'air originaire de Melbourne avec qui il a eu son premier enfant, une fille appelée Prudence, née en 1958. Rupert Murdoch et Patricia ont divorcé en 1967.
En 1967, Murdoch a épousé Anna Torv, une journaliste d'origine écossaise travaillant pour son journal The Daily Telegraph de Sydney (à ne pas confondre avec l'actrice Anna Torv de la série Fringe ; l'actrice est sa nièce). Au cours de son mariage avec Anna Torv, une catholique, Murdoch a été fait chevalier de l'ordre de Saint-Grégoire-le-Grand, une décoration accordée par le Vatican. Torv et Murdoch ont eu trois enfants : Elisabeth Murdoch (née à Sydney le 22 août 1968), Lachlan Murdoch (né à Londres le 8 septembre 1971) et James Murdoch (né à Wimbledon le 13 décembre 1972). Anna et Rupert ont divorcé en juin 1999. Anna Murdoch a remporté le prix du plus grand divorce de l'histoire en recevant 1,7 milliard de dollars d'actifs et 110 millions de dollars en liquidités.
Dix-sept jours après son divorce, le 25 juin 1999, Murdoch, alors âgé de 68 ans, épouse Wendi Deng, d'origine chinoise et âgée de 30 ans, récemment diplômée de la Yale School of Management, nouvelle vice-présidente de STAR TV, et ex-volleyballeuse de haut vol. Rupert Murdoch a deux enfants avec Deng : Grace Helen (née à New York le 19 novembre 2001) et Chloé (née à New York le 17 juillet 2003). Le 13 juin 2013, Rupert Murdoch demande le divorce d'avec Wendi Deng, affirmant que « leur relation s'est brisée de manière irrévocable ».
Le 4 mars 2016, il épouse Jerry Hall à Spencer House. Ils divorcent en 2022.
Le 1er juin 2024, Rupert Murdoch a épousé la biologiste moléculaire à la retraite Elena Joukova, l'ex-épouse du milliardaire pétrolier russe Alexander Joukov (en) et ancienne belle-mère de l’oligarque russe Roman Abramovitch,. Leur relation a commencé à l'été 2023 et ils se sont fiancés en mars 2024,. La cérémonie du mariage a eu lieu au domaine de Murdoch en Californie. La fille d'Elena, Dacha Joukova, philanthrope et collectionneuse d’art, est désormais mariée à Stavros Niarchos II, petit-fils de l'armateur grec Stávros Niárchos.
Enfants
Il a eu plusieurs enfants issus de ses différents mariages.
- De son mariage avec Patricia :
  - Prudence Murdoch : née en 1958.
- De son mariage avec Anna :
  - Lachlan Murdoch : né en 1971. PDG de Fox Corporation et co-président de News Corp International.
  - Elisabeth Murdoch : née en 1968. Cadre dirigeante du groupe. Elle a été décrite par un documentaire de la BBC comme stratège, charmante, et sans doute la plus proche de son père[10].
  - James Murdoch : né en 1972. Il investit dans l'industrie musicale aux États-Unis avant de diriger l'empire britannique de Rupert Murdoch. Il aurait été le favori jusqu'en juillet 2011, lorsque éclate le scandale News of the World.
- De son mariage avec Wendi :
  - Grace Murdoch : née en 2001.
  - Chloe Murdoch : née en 2003.

Depuis plusieurs années, de nombreux observateurs spéculent sur les rivalités au sein de la famille pour être le successeur,.

### Formation
Élevé dans la foi protestante, Rupert Murdoch étudie à la Geelong Grammar School, où il participe à l'édition du journal de l'école, The Corian.
En 1949, il est admis au Worcester College de l'université d'Oxford, où il étudie le programme philosophie, politique et économie.

## Carrière
Il commence sa carrière en Australie à Melbourne, où il prend la tête d'un groupe de presse familial construit dans les années 1920 autour du Sydney Morning Herald, les deux principaux quotidiens du pays. Son père Sir Keith Murdoch était l'ami personnel du Premier ministre australien Joseph Lyons et le soutien de son prédécesseur, Billy Hughes.
Le groupe a toutefois énormément perdu de son influence et est en grave crise financière. Rupert Murdoch contribue à le redresser et se lance dans une expansion très agressive, partout en Australie. Murdoch se lance ensuite à l'étranger en ciblant le Royaume-Uni.
En 1968, il achète le tabloïd britannique News of the World. En 1969, il achète le tabloïd The Sun, et le redresse, pour en faire progressivement le journal le plus lu du pays.
En 1981, il achète le prestigieux journal The Times. Lors de son rachat, il bénéficie d'un soutien secret de Margaret Thatcher. Il promet que ses médias feront campagne pour elle et en contrepartie, Margaret Thatcher le laisse échapper aux lois sur les monopoles. Cet accord reste secret pendant presque 40 ans.
En 1983, il se rend aux États-Unis et achète le Chicago Sun-Times.
En 1985, Rupert Murdoch devient citoyen des États-Unis pour des raisons d'affaires (la législation de l'époque ne permettait qu'aux citoyens américains de posséder une station de télévision).

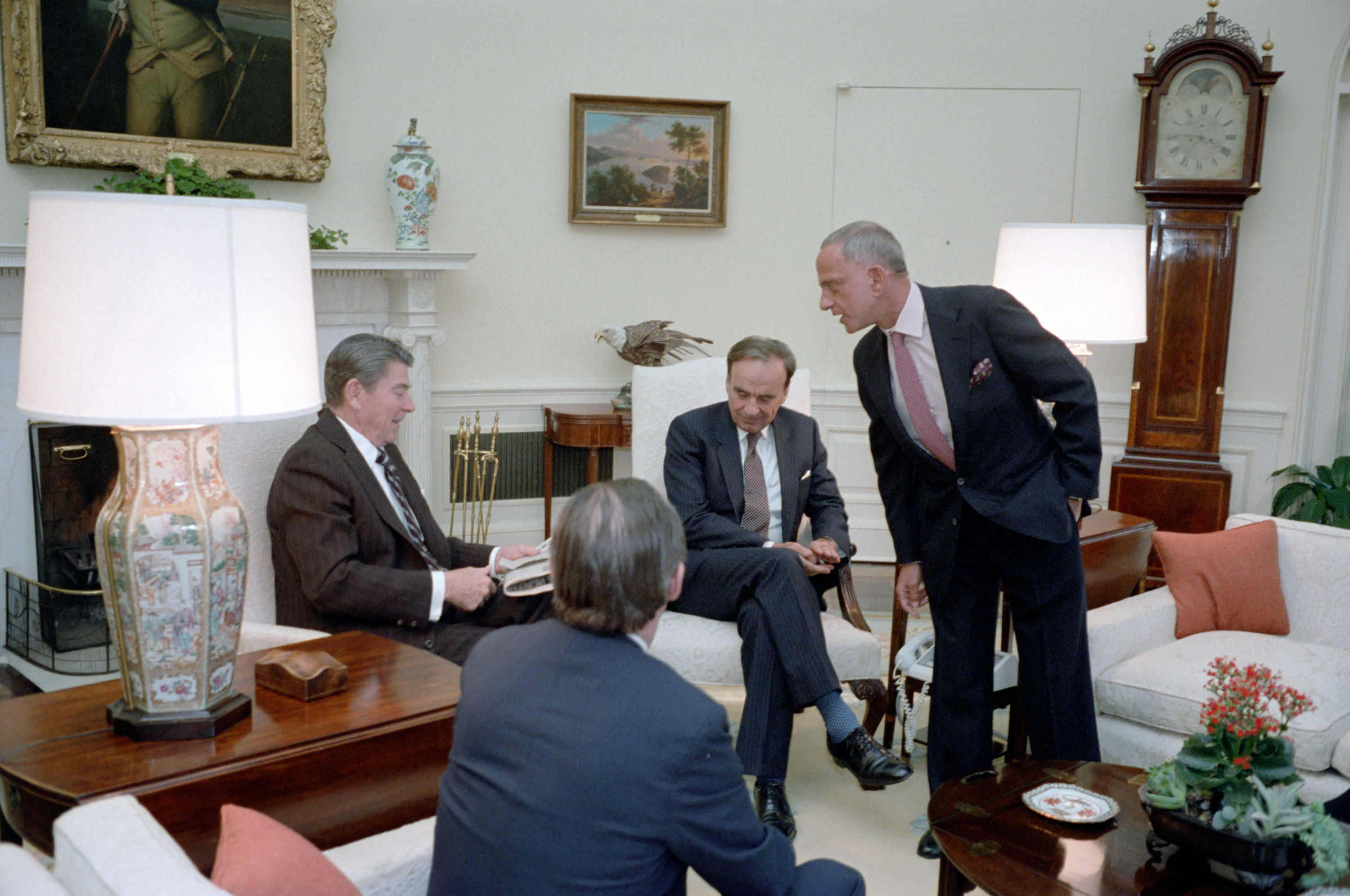
Le président Ronald Reagan rencontre Rupert Murdoch et l'avocat Roy Cohn à la Maison-Blanche en 1983.

Murdoch continue progressivement de développer son empire médiatique en Australie dans les années 1980 et 1990, en achetant des dizaines de journaux.
En 1988, Rupert Murdoch rachète le New York Post.
Il investit dans de nombreux sites Internet, dont notamment IGN, AskMen et Rotten Tomatoes.
Rupert Murdoch acquiert le réseau social MySpace durant l'été 2005 contre 580 millions de dollars. Après avoir été estimé jusqu'à 12,3 milliards de dollars d'après L'Expansion, le site accuse ensuite une forte diminution de fréquentation et de sa valeur ; en 2011, MySpace a été vendu 35 millions de dollars à Specific Media.
Fin juillet 2007, Rupert Murdoch rachète le Wall Street Journal pour 5 milliards de dollars US.
Des critiques ont été émises à propos de la ligne éditoriale des journaux et des chaînes de télévision du groupe, jugée conservatrice voire ultra-conservatrice. Le professeur Roy Greenslade, dans une tribune du journal anglais Guardian Unlimited, souligna que les 175 journaux de Murdoch à travers le monde avaient soutenu l'invasion de l'Irak par les États-Unis avec des titres provocateurs. Le Sun proféra même des injures contre le président Chirac, qui y est traité de « ver ».
Aux États-Unis, Murdoch est proche du Parti républicain et des néo-conservateurs. Au Royaume-Uni, Murdoch a soutenu le Parti travailliste de Tony Blair durant une dizaine d'années, avant de se rallier à David Cameron en 2010.
Murdoch est également un eurosceptique convaincu. En Irlande, sa presse locale a mené une campagne contre le traité de Lisbonne, alors qu'en Grande-Bretagne, elle réclame à Gordon Brown un référendum aux côtés de l'opposition conservatrice.
Impliqué dans plusieurs œuvres caritatives, il est récipiendaire de l'ordre de Saint-Grégoire-le-Grand.
En juillet 2011, la mise en cause de News of the World, filiale de son groupe, News Corporation, dans un scandale d'écoutes téléphoniques de personnalités britanniques a abouti à l'ouverture d'investigations par la police et le gouvernement britanniques, ainsi que le FBI,.
En juillet 2016, il est désigné dans le rapport publié par Reporters sans Frontières (RSF) Les oligarques font leur shopping comme l'archétype du magnat de la presse « parti de rien […] pour conquérir le monde ». Sa sympathie pour les conservateurs est soulignée et liée à la ligne éditoriale de son groupe de presse, notamment en Australie, où il est en « situation de monopole médiatique ».
À la suite d'un reportage controversé de l'animateur Tucker Carlson diffusé en mars 2023, Fox News est menacée de poursuites judiciaires, un reportage également critiqué par le président des États-Unis, Joe Biden,,.

## Influence
En Australie, il est accusé de détenir les deux-tiers de la presse et de propager le climato-scepticisme,.
Au Royaume-Uni, il a activement encouragé la guerre en Irak ou encore le Brexit.
Murdoch a fréquenté personnellement et soutenu de nombreux dirigeants politiques comme Ronald Reagan, Margaret Thatcher, Nigel Farage, David Cameron, Boris Johnson, Tony Blair ou Donald Trump.
Plusieurs anciens Premiers ministres, comme John Major, Malcolm Turnbull ou Kevin Rudd témoignent avoir subi des pressions ou du chantage de la part du milliardaire,,.
Rupert Murdoch a été décrit par le New York Times comme l'homme qui a déstabilisé la démocratie sur trois continents différents.
Le président américain Joe Biden l'a qualifié d'individu le plus dangereux au monde.

## Fortune
En 2014, la fortune de Rupert Murdoch est estimée à 13,7 milliards de dollars USD.

## Médias

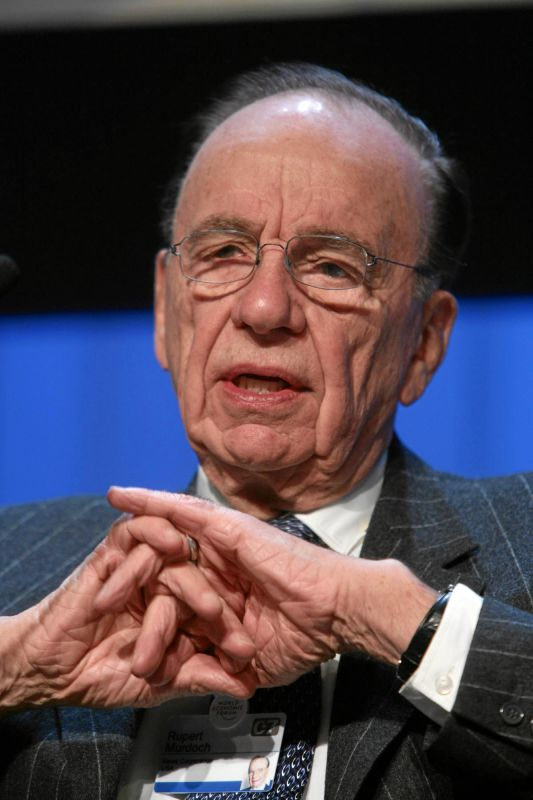
Rupert Murdoch au Forum économique mondial de Davos, en 2007.

### Royaume-Uni

#### News UK
- The Sun
- The Times
- The Sunday Times
- Press Association (en partie)
- The Times Literary Supplement (TLS)
- wireless Group
- wireless studios
- urban media
- First Radio
- Switchdigital
- TIBUS
- ZESTY
- Talk TV

##### Radios
- talkSPORT
- talkSPORT 2
- talkRADIO
- Virgin Radio
- Virgin Radio Anthems
- Virgin Radio Chilled
- Virgin Radio Groove
- FM104
- Q102
- 96FM
- c103
- Live 95FM
- LMFM
- U105
- Times Radio

### Australie

#### News Corp Australia

##### National
- The Australian dont l'hebdomadaire The Deal et le mensuel (wish)
- The Weekend Australian
- Australian Associated Press (anciennement)
- news.com.au
- GQ Australia
- Vogue Australia
- Fox Sports News
- Fox Cricket
- Fox Footy
- Fox Classics
- A&E
- Fox League
- Sky News Australia
- Sky News Extra

##### Nouvelle-Galles du Sud
- The Daily Telegraph
- The Sunday Telegraph

##### Victoria
- Herald Sun
- Sunday Herald Sun dont sundaymagazine

##### Queensland
- Bowen Independent
- Burdekin Advocate
- Cairns Sun
- Gold Coast Bulletin
- Gold Coast Sun
- Herbert River Express
- Home Hill Observer
- Innisfail Advocate
- Northern Miner
- Port Douglas & Mossman Gazette
- Tablelander – Atherton
- Tablelands Advertiser
- The Cairns Post
- The Noosa News
- The Sunshine Coast Daily
- Townsville Bulletin
- Toowoomba Chronicle
- Townsville Sun
- weekender
- Daily Mercury (Mackay)

##### South Australia
- The Advertiser
- Sunday Mail

##### Tasmania
- The Mercury
- The Sunday Tasmanian

##### Northern Territory
- Northern Territory News
- Sunday Territorian

##### Sydney
- Blacktown Advocate
- Canterbury-Bankstown Express
- Centr coast Express Advocate
- Fairfield Advance
- Hills Shire Time
- Horsnby and Upper North Shore
- Inner West Courier
- Liverpool Leader
- Macarthur Chronicle
- Northshore Times
- The Mosman Daily
- Village Voice Balmain

##### Melbourne
- Bayside Leade
- Berwick/Pakenham Cardinia Leader
- Diamond Valley Leader
- Free Press Leader
- Heidelberg Leader
- Hobsons Bay Leader
- Moreland Leader
- Mornington Peninsula Leader
- Northcote Leader
- Hume Leader
- Knox Leader
- Lilydale & Yarra Valley Leader
- Manningham Leader
- Maribyrnong Leader
- Maroondah Leader
- Melbourne Leader
- Melton/Moorabool Leader
- Moonee Valley Leader
- Moorabbin Kingston/Moorabbin Glen Eira Leader
- Mordialloc Chelsea Leader
- Moreland Leader
- Mornington Peninsula Leader
- Northcote Leader
- Preston Leader
- Progress Leader
- Stonnington Leader
- Sunbury/Macedon Ranges Leader
- Waverley/Oakleigh Monash Leader
- Whitehorse Leader
- Whittlesea Leader
- Wyndham Leader

##### Brisbane
- lbert & Logan News (Fri)
- Albert & Logan News (Wed)
- Caboolture Shire Herald
- Caloundra Journal
- City News
- City North News
- City South News
- Ipswich News
- Logan West Leader
- Maroochy Journal
- North-West News
- Northern Times
- Northside Chronicle
- Pine Rivers Press/North Lakes Times
- Redcliffe and Bayside Herald
- South-East Advertiser
- South-West News/Springfield News
- Southern Star
- The Noosa Journal
- weekender
- Westside News
- Wynnum Herald
- Weekender Essential Sunshine Coast

##### Adelaide
- Adelaide Matters
- City Messenger
- City North Messenger
- East Torrens Messenger
- Eastern Courier Messenger
- Guardian Messenger
- Hills & Valley Messenger
- Leader Messenger
- News Review Messenger
- Portside Messenger
- Southern Times Messenger
- Weekly Times Messenger

##### Perth
- Advocate
- Canning Times
- Comment News
- Eastern Reporter
- Fremantle-Cockburn Gazette
- Guardian Express
- Hills-Avon Valley Gazette
- Joondalup-Wanneroo Times
- Mandurah Coastal / Pinjarra Murray Times
- Melville Times
- Midland-Kalamunda Reporter
- North Coast Times
- Southern Gazette
- Stirling Times
- Weekend-Kwinana Courier
- Weekender
- Western Suburbs Weekly

##### Darwin
- Darwin Sun
- Litchfield Sun
- Palmerston Sun

### États-Unis
- HarperCollins
- Dow Jones
- Barron's
- MarketWatch
- Factiva
- Fox Corporation
- Fox News
- realtor.com
- Move (80%)
- The Wall Street Journal
- New York Post

## Autres entreprises
- Genie Energy (en)
- National Rugby League (50 %) rugby à 13
- Colorado Rockies (15 %)
- Brisbane Broncos (68,9 %) rugby à 13
- Melbourne Storm rugby à 13

## Dans la culture populaire
Dans l'épisode Le Canard déchaîné (épisode 22 de la saison 15) de la série Les Simpson, Monsieur Burns, après avoir échoué à posséder l'empire médiatique de Springfield, dit qu'il est impossible d'en posséder tous les médias, à moins de s'appeler Rupert Murdoch, à la suite de quoi il précise : « c'est un être magnifique », ce à quoi Smithers répond « je suis d'accord », en souriant largement. Les répliques sont faussement hypocrites, il s'agit d'ironie, les Simpsons étant diffusés sur la chaîne de télévision Fox possédée par Rupert Murdoch.
Dans Les Prisonniers du stade (épisode 12 de la saison 10), Homer Simpson et ses amis lui volent sa loge VIP au stade de football et il fait alors apparaître des policiers en jetant de la poudre par terre, afin de chasser les importuns.
Dans l'épisode 15 de la troisième saison de la série The Big Bang Theory, Sheldon Cooper place Rupert Murdoch parmi les traîtres (au même titre que Dark Vador, Judas, Benedict Arnold…), celui-ci ayant annulé la programmation de Firefly sur la Fox. Aussi, dans le mot du générique final de l'épisode 17 de la première saison de cette même série, une mention à Rupert Murdoch indique « […] If, However, it snarls with fear of unknown, fear of losing what you have or of not getting what you want, then it just might be the voice of Rupert Murdoch -- or a reasonable facsimile. ». On en déduit que la voix du cœur indique dans quelle catégorie de personne se trouve un individu lorsqu'il est apeuré. Si les voix du cœur sont cernées sur la peur de l'inconnu, de perdre ou de ne pas avoir ce que l'on souhaite, alors, l'individu a la voix de Rupert Murdoch dans son cœur, ou quelqu'un lui ressemblant. Au contraire si la voix du cœur raisonne d'amour et de compassion pour les autres ou le monde lui-même, alors la voix de « Dieu » (ou de quelqu'un inspirant cette même volonté) vient de notre cœur. Montrant ainsi par le biais de l'émotion la différence entre les individus matériels (Rupert Murdoch) et ceux altruistes.
Dans le film Le diable s'habille en Prada, Miranda Priestly évoque Rupert Murdoch : « Rupert Murdoch devrait m'envoyer un chèque, pour tous les journaux que je lui fais vendre. ».
Logan Roy, le personnage principal de la série Succession, lancée en 2018 par HBO, est librement inspiré de Rupert Murdoch,,.